# سیارک ۷۵۲۹
سیارک ۷۵۲۹ (به انگلیسی: 7529 Vagnozzi، نامگذاری:1994BC) هفت هزار و پانصد و بیست و نهمین سیارک کشف شده‌است که در ۱۶ ژانویه ۱۹۹۴ کشف شد.
قدر مطلق سیارک برابر ۱۳٫۹۰ است.